# Riverside (Iowa)
Riverside – miasto w Stanach Zjednoczonych, w stanie Iowa, w hrabstwie Washington. Zgodnie ze spisem statystycznym z 2000 roku, miasto liczyło 928 mieszkańców.

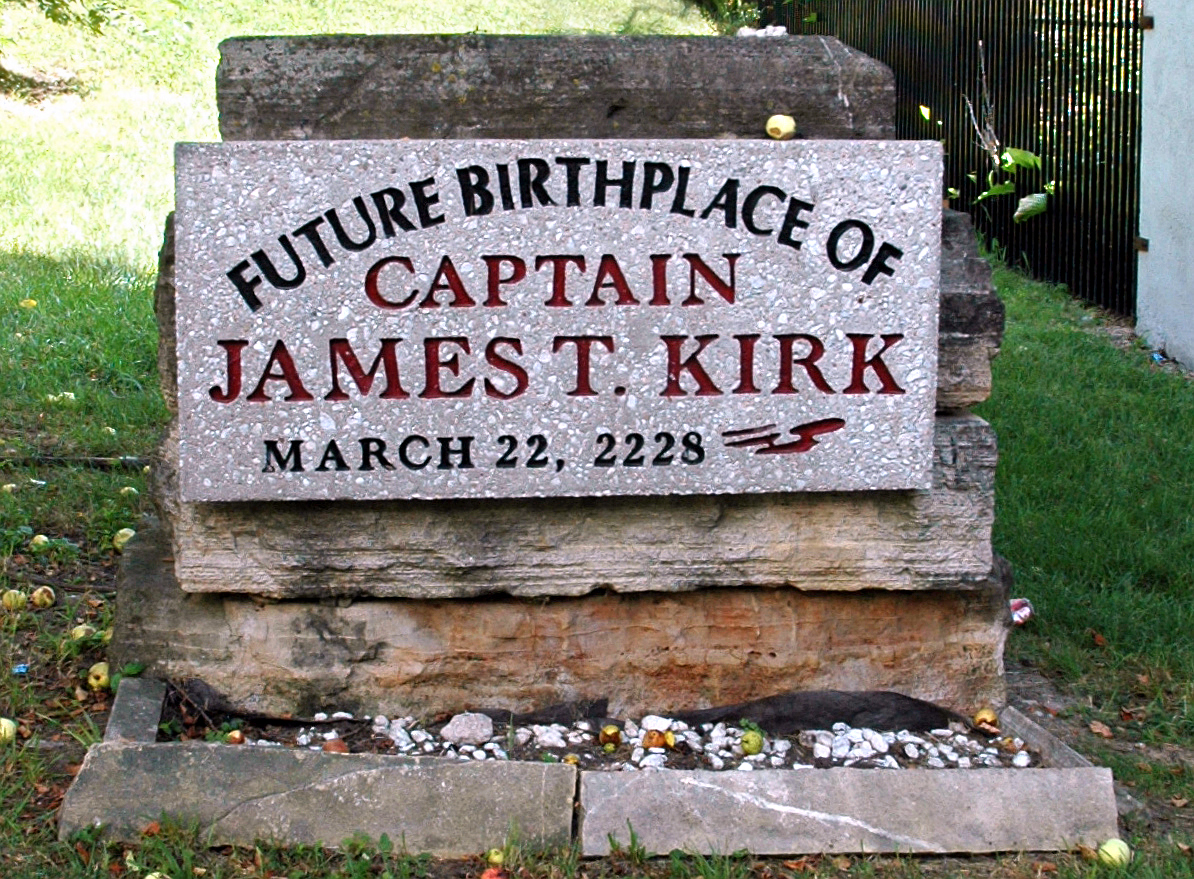
Tablica wskazująca przyszłe miejsce narodzin kapitana Kirka

W uniwersum Star Trek miasto to jest miejscem narodzin kapitana Kirka. Symbolizuje to tablica nietypowa w tym, że upamiętnia coś co jeszcze się nie zdarzyło.